# CLIPSAS
CLIPSAS — Центр по связям и информации масонских послушаний подписавших Страсбургское соглашение (фр. Le Centre de liaison et d’information des puissances maçonniques signataires de l’appel de Strasbourg), является международной организацией либерального масонства.

## История
CLIPSAS была образована 22 января 1961 года по предложению Великого востока Франции и ещё 11 суверенных масонских послушаний, которые движимые позицией непримиримости и эксклюзивности других послушаний, являющуюся оскорбительной для них, решили обратился с призывом ко всем либеральным послушаниям мира объединиться в организацию, где будет уважаться их суверенитет, их ритуалы и их символы.
С 2011 года CLIPSAS имеет специальный консультативный статус при ЮНЕСКО.

## Фундаментальные принципы
Базовые принципы этой группы послушаний отличаются от основных принципов английских и североамериканских ландмакрок двумя существенными моментами:
- Принцип необходимости веры в Бога (или аналогичный) заменяется на принцип «абсолютной свободы совести».
- Эта группа не запрещает признание женских и смешанных послушаний[1].

Для этой группы основными принципами признания качества масонской ложи являются:
1. Её основание минимум 7 мастерами масонами.
2. Использование ритуальных символов с обязательной отсылкой на оперативных строителей.
3. Присутствие в притворе храма колонн Боаз и Яхин, циркуля и наугольника (Книги священного закона возможна, но не обязательна), инструментов степени и мозаичного пола.
4. Ритуальная практика осуществляется в трёх символических степенях: ученик, подмастерье и мастер.
5. Необходимое признание, что братья и сёстры проходят посвящение только в масонской ложе правильно основанной.

## Члены организации
- Великий восток Франции, основатель в 1961 году, выходил из организации с 1996 по 2010, возвратился в 2010 году[4]. Покинул в 2019 году.
- Великий восток Бельгии, основатель в 1961 году. Покинул в 2019 году.
- Великая ложа Италии, основатель в 1961 году
- Великий восток Швейцарии, основатель в 1961 году
- Великий восток Австрии, основатель в 1961 году
- Великий восток Люксембурга, основатель в 1961 году
- Великая ложа Испании в изгнании, основатель в 1961 году
- Великий восток Дании, 1970
- Великая смешанная ложа Пуэрто Рико, 1976
- Союз Джорджа Вашингтона, 1979
- Великая ложа республики Венесуэла, 1980
- Великий устав Малгачи, 1981
- Великая ложа штата Нью-Йорк Омега, 1982
- Великие объединённые восток и ложа Камеруна, 1982
- Французская федерация «Право человека», 1983, возвратилась в 2013 году[5]
- Великая символическая ложа Испании, 1983
- Великий восток Конго, 1984
- Великая женская ложа Бельгии, 1984
- Великая ложа Нидерландов der Gemengde Vrijmetsalerij, 1985
- Великий восток Португалии, 1985
- Великая ложа Haitienne de St. Jean des Orients d’Outre-Mer, 1985
- Великая ложа Гаити, 1987
- HUMANITAS — Великая масонская ложа для мужчин и женщин Германии, 1987
- Великий Латино-Американский Восток, 1987
- Великий Бенин республики Бенин, 1988
- Великая ложа гуманистов Австрии, 1989
- Великие восток и ложа Конго, 1989
- Либеральная великая ложа Турции, 1989
- Великая смешанная ложа Чили, 1991
- Великая ложа Франции Мемфис-Мицраим, 1991
- Великая женская ложа Мемфис-Мицраим, 1992
- Великая символическая ложа helvétique, 1992
- Grande Eburnie, 1992
- Великая женская ложа Чили, 1994
- Великая женская масонская ложа Италии, 1995
- Объединённая великая ложа Параны, 1995
- Великий восток Греции, 1996
- Великий восток Кариб, 1997
- Великий восток Мексики, 1997
- Великая национальная ложа Канады, 1997
- Великий национальный восток Бразилии Gloria do Occidente, 1998
- Великая ложа северной Колумбии, 2000
- Великая смешанная масонская ложа Бразилии, 2001
- Международный масонский орден Дельфы, 2001[6]
- Великая центральная ложа Ливана, 2002
- Великий смешанный восток Греции, 2002
- Объединённая великая ложа Пенамбуко, 2002
- Великая смешанная ложа Мемфис-Мицраим, 2003
- Великая центральная ложа Колумбии, 2003
- Великая ложа Кедров, 2003
- Великая символическая масонская ложа Африки, 2003
- Великий женский устав Galagasy, 2003
- Великий восток масонства Чили, 2004
- Великая женская ложа Аргентины, 2004
- Великая женская масонская ложа Бразилии, 2005
- Великая ложа Arquitetos de Aquário — GLADA, 2005
- Великая ложа Bet-El, 2005
- Великая женская ложа Румынии, 2006
- Бенхамин Эррера, 2006
- Великая независимая и суверенная ложа объединённых уставов, 2008
- Великий восток смешанного универсального масонства, 2008
- Великая ложа Марокко, 2008
- Великая конституционная ложа Перу, 2009
- Великий федеральный восток республики Аргентина, 2009
- Великий восток Сальвадора, 2009
- Великая ложа Хирам Абифф, 2009
- Великий восток Румынии, 2009
- Великая объединённая национальная ложа Румынии, 2009
- Федерация колумбийских масонских лож, 2010
- Великая женская ложа Бразилии, 2010
- Великий восток Каталонии, 2011
- Конфедерация Lithos — Бельгия, 2011
- Великая либеральная ложа Австрии, 2011
- Объединённая великая ложа Ливана, 2011
- Великая ложа Бельгии, 2011
- Великая ложа на востоке Перу, 2011
- Великая суверенная ложа Венесуэлы, 2011
- Великий иберийский восток, 2012

## Другие международные организации
- Международная масонская ассоциация
- КОВЛЕ
- SIMPA